# The Red Summer
The Red Summer (с англ. — «Красное Лето») — первый специальный летний мини-альбом южнокорейской гёрл-группы Red Velvet. Был выпущен в цифровом виде 9 июля 2017 года и физически 10 июля 2017 года SM Entertainment и распространен Genie Music. Альбом включает в себя пять треков и ведущий сингл «Red Flavor».
Альбом является вторым крупным релизом Red Velvet, который сосредотачивается исключительно на их «красной» концепции, после их первого студийного альбома The Red (2015). Альбом стал коммерческим успехом, достигнув вершины чарта альбомов Gaon и дав группе их третье 1 в мировом альбомном чарте Billboard, тем самым установив рекорд для южнокорейских гёрл-групп с наибольшим количеством альбомов на графике.

## Предпосылки и композиции
Тамар Герман из журнала Billboard назвала заглавный трек «Red Flavor» электропоп-песней с «драматическими синтезаторами и ударной мелодией, которая динамична в своем переполненном, но не подавляющем производстве» и пришла к выводу, что она «обязательно будет одним из летних успешных K-pop песен». «You Better Know» — это теплая EDM песня. Тропический танцевальный трек «Zoo» — это возврат к животному звуковому дебютному синглу группы «Happiness». «Mojito» был определён как сахариновая, глянцевая, электропоп-песня, «Hear the Sea» — это R&B-трек среднего темпа.

## Релиз и промоушен
23 июня 2017 года SM Entertainment объявил, что Red Velvet выпустят альбом в июле для летнего возвращения (первый для группы) и что недавно закончили съемки музыкального видео. Около полуночи 30 июня был выпущен первый набор фото-тизеров через официальный сайт компании, официальный Instagram группы и рекламный аккаунт группы в Twitter, который был создан в том же месяце. Позже в тот же день они опубликовали ещё один набор тизеров, которые показали название альбома и полный список треков, который включает в себя заглавный трек «Red Flavor». Альбом был официально выпущен в цифровом виде 9 июля и физически 10 июля. Физический альбом был выпущен в двух форматах-CD и Kihno kit.
Сингл «Red Flavor» имел нетрадиционный релиз и был исполнен группой вживую на концерте SMTOWN в Сеуле 8 июля до цифрового релиза песни вместе с её музыкальным видео днем позже. Через 10 минут после его выпуска 9 июля группа выступила на музыкальном шоу Inkigayo, где они также исполнили «You Better Know». Они продолжали появляться на нескольких музыкальных шоу, таких как The Show, M Countdown, Music Bank и Show Champion, где они выиграли свою первую победу с «Red Flavor» 20 июля.

## Восприятие и коммерческий успех
| Оценки критиков | Оценки критиков                                                          |
| Источник        | Оценка                                                                   |
| --------------- | ------------------------------------------------------------------------ |
| IZM             | 3 из 5 звёзд · 3 из 5 звёзд · 3 из 5 звёзд · 3 из 5 звёзд · 3 из 5 звёзд |
| The Star        | 8/10                                                                     |
| The 405         | 8/10                                                                     |

В то время как Тамар Герман из Billboard, Джефф Бенджамин из Fuse и Чейз Макмаллен из 405 похвалили заглавный трек и альбом за его летнюю атмосферу, а Макмаллен дал альбому 8/10, Ли Ги-Сон из IZM был более нейтральным и дал альбому 3 из 5 звезд, но дал более положительный ответ синглу «Red Flavor». Честер Чин из The Star описал альбом как «испепеляющий роман, который подчеркивает более яркую и оптимистичную сторону группы».
The Red Summer занял 1 место в южнокорейском альбомном чарте Gaon на третьей неделе июля, с заглавным треком «Red Flavor», возглавляющим как цифровой график Gaon, так и график загрузки Gaon. Все пять треков из альбома также дебютировали в топ-50 цифрового чарта: «Red Flavor» (no. 1), «You Better You Know» (no. 14), «Zoo» (no. 24), «Mojito» (no. 32) и «Hear The Sea» (no. 35).
The Red Summer отмечает третий раз, когда группа возглавила мировой альбомный чарт Billboard, сделав их в то время группой с наибольшим количеством альбомов на графике. Запись была позже связана с их коллегами по лейблу Girls' Generation в августе того же года, но была снова побита Red Velvet с выпуском их второго студийного альбома Perfect Velvet в ноябре. Согласно сайту, альбом продал более 1000 копий в течение недели, что сделало его в то время лучшей неделей продаж в США. Он также вошел в Billboard Top Heatseekers Albums Chart на 8 строчке, в первый раз группа наметила в топ-10. Альбом также достиг пика на 25 строчке на независимых альбомах Billboard, который является первым, когда группа вошла в чарты. В Японии он дебютировал на 27 строчке в чарте альбомов Oricon, который также был их самой высокой пиковой позицией в то время.

## Трек-лист
| №                   | Название                                         | Текст песни                                | Музыка                                     | Аранжировка                            | Длительность |
| ------------------- | ------------------------------------------------ | ------------------------------------------ | ------------------------------------------ | -------------------------------------- | ------------ |
| 1.                  | «Red Flavor» (빨간 맛; Ppalgan Mat)              | Kenzie                                     | Daniel Caesar Ludwig Lindell               | Caesar & Loui                          | 3:11         |
| 2.                  | «You Better Know»                                | Lee Seu-ran ( Jam Factory ) JQ Choi Ji-hye | Becky Jerams Pontus Persson Kanata Okajima | Pontus Persson                         | 4:10         |
| 3.                  | «Zoo»                                            | Lee Seu-ran                                | LDN Noise Courtney Woolsey Alice Penrose   | LDN Noise                              | 3:24         |
| 4.                  | «Mojito» (여름빛; Yeoreumbit; lit: Summer Light) | JQ Hyun Ji-won                             | Johannes Josh Jorgensen Lars Halvor Jensen | Johannes Joergensen Lars Halvor Jensen | 3:04         |
| 5.                  | «Hear the Sea» (바다가 들려; Badaga Deullyeo)    | Hwang Hyun (MonoTree)                      | Hwang Hyun (MonoTree)                      | Hwang Hyun (MonoTree)                  | 3:22         |
| Общая длительность: | Общая длительность:                              | Общая длительность:                        | Общая длительность:                        | Общая длительность:                    | 17:18        |

## Чарты
| Чарты (2017)                          | Пиковые позиции |
| ------------------------------------- | --------------- |
| French Downloaded Albums (SNEP)       | 108             |
| Japanese Albums (Oricon)              | 27              |
| South Korean Albums (Gaon)            | 1               |
| US World Albums (Billboard)           | 1               |
| US Top Heatseekers Albums (Billboard) | 8               |
| US Independent Albums (Billboard)     | 25              |

| Чарты (2017)               | Пиковые позиции |
| -------------------------- | --------------- |
| South Korean Albums (Gaon) | 4               |

## Победы

### Музыкальные шоу
| Песня        | Программа                 | Дата          |
| ------------ | ------------------------- | ------------- |
| «Red Flavor» | Show Champion (MBC Music) | 19 июля, 2017 |
| «Red Flavor» | M Countdown (Mnet)        | 20 июля, 2017 |
| «Red Flavor» | Music Bank (KBS)          | 21 июля, 2017 |
| «Red Flavor» | Show! Music Core (MBC TV) | 22 июля, 2017 |
| «Red Flavor» | Inkigayo (SBS)            | 23 июля, 2017 |

## История релиза
| Регион      | Дата          | Формат           | Лейбл                        |
| ----------- | ------------- | ---------------- | ---------------------------- |
| Южная Корея | 9 июля, 2017  | digital download | SM Entertainment Genie Music |
| Мир         | 9 июля, 2017  | digital download | SM Entertainment             |
| Южная Корея | 10 июля, 2017 | CD SMC           | SM Entertainment Genie Music |